# Glow Girl
Pistes de Odds and Sods
Too Much of Anything Pure and Easy
Glow Girl est une chanson du groupe britannique The Who de 1968, parue en 1974 dans Odds and Sods puis en 1995 dans l'album remasterisé The Who Sell Out, en titre bonus. 

## Genèse et enregistrement
L'enregistrement a eu lieu au studio A d'IBC le 13 janvier 1968, complété le 11 février et mixé aux Gold Star Studios de Los Angeles le 26 février.

## Analyse des paroles
Glow Girl annonce l'opéra-rock Tommy. Le rapprochement peut se faire par les premiers accord du morceau, semblant sortir tout droit de l'introduction de Sensation, et la seconde partie est exactement identique au court morceau It's a Boy, de Tommy, excepté le fait que les voix chantent en canon "It's a girl, Mrs. Walker, It's a girl...", faisant donc penser à une sorte de version de travail (ou une version alternative) au féminin de Tommy. 

Pete Townshend, l'auteur, explique :
« C'est la chanson du crash rock and roll d'un avion avec un vrai crash d'avion Pop Art et une fin joyeuse sous forme de réincarnation... Je laisse rarement une bonne idée inutilisée. Le thème de Rael survient dans Tommy, tout comme les dernières phrases. Bien sûr, Tommy était un cher petit garçon. »

## Sources et liens externes
- Notes sur The Who Sell Out
- Paroles de Glow Girl
- Tablatures pour guitare de Glow Girl